# معز حسن
معز حسن (انگلیسی: Mouez Hassen؛ زادهٔ ۵ مارس ۱۹۹۵) یک بازیکن فوتبال اهل فرانسه است که در پست دروازه‌بان برای نیس در لوشامپیونه بازی می‌کند.